# NGC 891

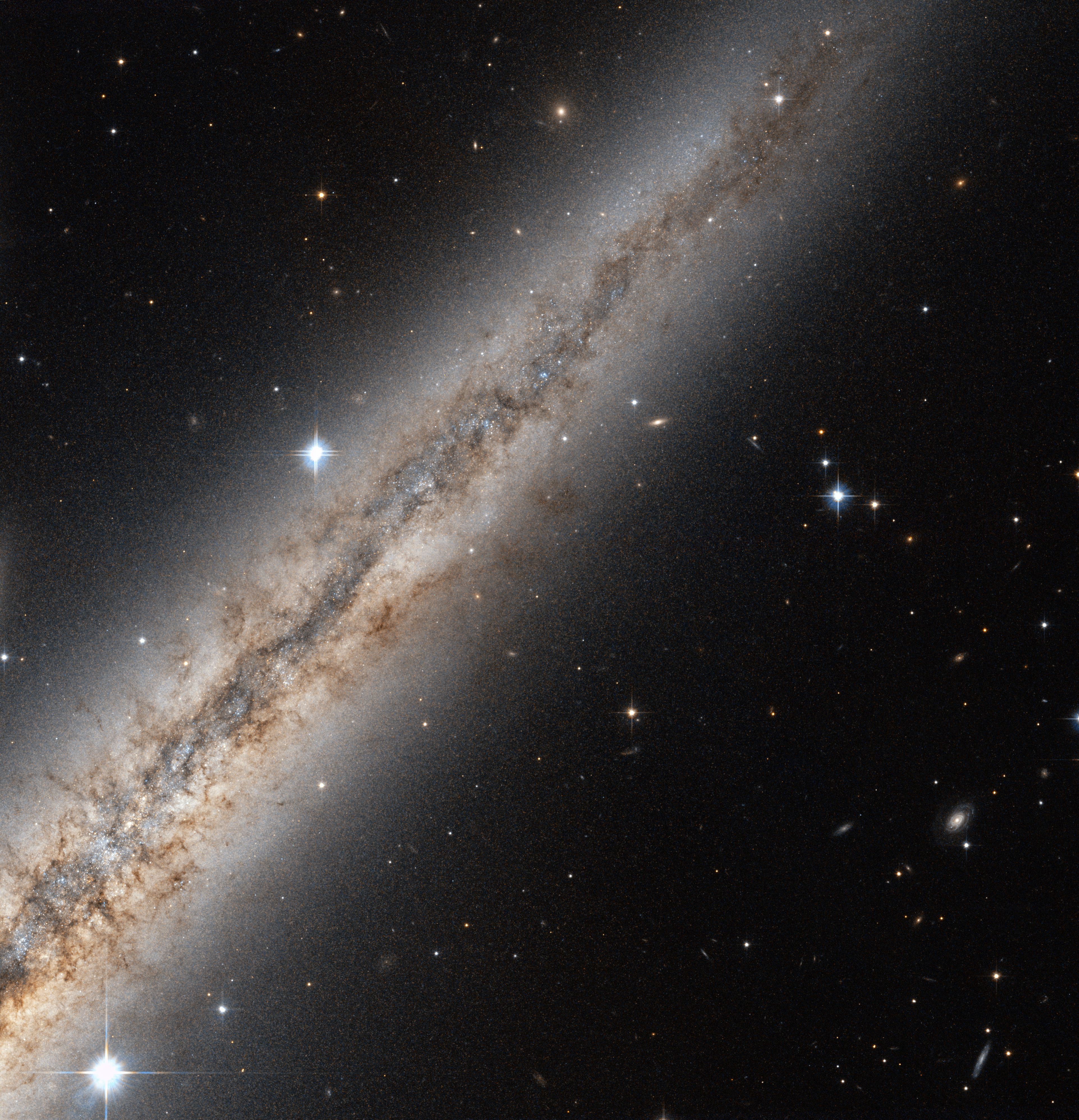
哈伯太空望遠鏡拍攝的NGC 891

NGC 891 是仙女座的一個無棒螺旋星系，距離地球约3000万光年。星系宽约10万光年，从地球的角度觀察正好是侧視。
1784年10月6日，威廉·赫歇爾發現NGC 891星系 。NGC 891是本超星系團中NGC 1023星系群的成員，有一個H II核。
使用小型至中型望遠鏡可以看到NGC 891，看起來像一道微弱的細長光帶，使用較大口徑的望遠鏡則可以看到一條塵埃帶。
1999年，哈伯太空望遠鏡拍攝NGC 891紅外線影像。
2005年，NGC 891被選為大雙筒望遠鏡的首張光學影像。2012年，它再次獲選探索頻道望遠鏡的首張光學影像。
超新星SN 1986J於1986年8月21日被發現，視星等為14等。